# Pellaea smithii
Pellaea smithii är en kantbräkenväxtart som beskrevs av Carl Frederik Albert Christensen. Pellaea smithii ingår i släktet Pellaea och familjen Pteridaceae. Inga underarter finns listade.